# Matthew Whitaker
Matthew George Whitaker (Des Moines, 29 de octubre de 1969), también conocido como Matt Whitaker, es un abogado y político estadounidense. Actuó como fiscal general interino de los Estados Unidos entre noviembre de 2018 y febrero de 2019. Fue nombrado por el presidente de los Estados Unidos Donald Trump el 7 de noviembre de 2018 después de que Jeff Sessions renunció a petición de Trump. Whitaker se desempeñó anteriormente como jefe de personal de Sessions desde septiembre de 2017 hasta noviembre de 2018.
En 2002, Whitaker fue el candidato del Partido Republicano para tesorero de Iowa. Desde 2004 hasta 2009 se desempeñó como fiscal de distrito de los Estados Unidos para el Distrito Sur de Iowa. Whitaker participó en las primarias republicanas de Iowa 2014 para el Senado de los Estados Unidos. Posteriormente, escribió artículos de opinión y apareció en programas de entrevistas de radio y televisión por cable como director de la Foundation for Accountability and Civic Trust, una organización conservadora sin fines de lucro. También fue parte en World Patent Marketing, que recibió una multa de $ 26 millones y fue clausurada por la Comisión Federal de Comercio en 2017 por engañar a los consumidores.
La legalidad del nombramiento de Whitaker como fiscal general interino de los Estados Unidos fue cuestionada por múltiples demandas legales. Su nombramiento incitó a varios eruditos legales, comentaristas y políticos a cuestionar su legalidad y constitucionalidad, señalando que su selección interina eludió la confirmación del Senado. Algunos también pidieron que Whitaker se abstuviera de supervisar la investigación del fiscal especial dirigida por Robert Mueller debido a posibles conflictos de interés.

## Primeros años y educación
Whitaker nació en Des Moines, Iowa, el 29 de octubre de 1969. Su padre era vendedor de autos y su madre, maestra de escuela. Whitaker se graduó de Ankeny High School y posteriormente asistió a la Universidad de Iowa, donde se graduó con una Licenciatura en Comunicaciones, una Maestría en Administración de Empresas y una Licenciatura en Derecho en 1995. Mientras estaba en la universidad, él quería estar en la industria del cine.
Durante sus años de licenciatura en Iowa, Whitaker jugó como ala cerrada para el equipo de fútbol americano Iowa Hawkeyes de la Universidad de Iowa, y participó en el juego Rose Bowl de Iowa en 1991.

## Carrera
Después de graduarse de la escuela de derecho, Whitaker trabajó para varios bufetes de abogados regionales, incluidos Briggs & Morgan (Minneapolis) y Finley Alt Smith (Des Moines). También fue asesor corporativo de una empresa nacional de comestibles, SuperValu y un pequeño empresario que posee intereses en una empresa de fabricación de remolques, una guardería y una empresa de suministro de concreto. Whitaker se postuló como republicano para el cargo de tesorero de Iowa en 2002, perdiendo ante el titular demócrata Michael Fitzgerald 55 % a 43 %.
En 2003, Whitaker fundó Buy the Yard Concrete, con sede en Urbandale, Iowa, que realizó proyectos tan lejos como Las Vegas. En 2005, Whitaker fue nombrado como acusado de una demanda de cobro en Nevada por $ 12 000 en facturas impagas por suministros y alquiler de equipos relacionados con un proyecto de concreto en Las Vegas. La demanda fue resuelta extrajudicialmente.

### Fiscal de distrito de los Estados Unidos

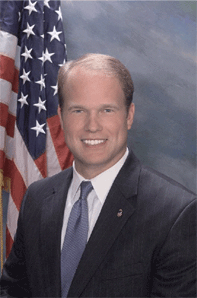
Retrato oficial de Whitaker como fiscal de distrito de los Estados Unidos.

El 15 de junio de 2004, Whitaker fue nombrado fiscal de distrito de los Estados Unidos para el Distrito Sur de Iowa por el presidente de los Estados Unidos George W. Bush. El nombramiento fue por recomendación del senador de Iowa Chuck Grassley, a pesar de la experiencia legal relevante mínima de Whitaker.
De 2005 a 2007, Whitaker fue responsable de la investigación y el enjuiciamiento infructuosos del senador estatal de Iowa, Matt McCoy, un demócrata liberal y homosexual, acusado de intentar extorsionar $ 2000. Un columnista del Des Moines Register dijo que el caso «... se basaba en la palabra de un hombre que antiguos asociados representaban como un drogadicto, un holgazán y un abusador de mujeres; un hombre tan turbio que incluso sus patrocinadores de Alcohólicos Anónimos lo llamaban 'un mentiroso patológico'». El jurado tomó menos de dos horas para dar un veredicto de «no culpable».
Como fiscal de distrito de los Estados Unidos, Whitaker buscó sentencias inusualmente estrictas para personas acusadas de delitos relacionados con las drogas. Uno de los casos involucró a una delincuente no violenta de drogas a quien la oficina de Whitaker le dio la opción de ser procesada con la posibilidad de pasar el resto de su vida en la cárcel o aceptar un acuerdo de 21 a 27 años de prisión. El juez federal Robert W. Pratt, en el Distrito Sur de Iowa, dijo más tarde que los fiscales en el caso habían «abusado» de su autoridad e instó al presidente Barack Obama (que recién se había convertido en presidente en aquel entonces) a otorgarle clemencia; el presidente Obama conmutó su sentencia, después de que ella había cumplido 11 años en prisión.
Whitaker renunció en noviembre de 2009 luego de la confirmación en el Senado de su reemplazo, Nicholas A. Klinefeldt, quien fue nominado por el presidente Obama.

### Práctica privada y actividades políticas
De 2009 a 2017, Whitaker fue socio administrativo de la pequeña firma de abogados de práctica general Whitaker Hagenow & Gustoff LLP (ahora Hagenow & Gustoff LLP) en Des Moines, Iowa.
Durante la campaña presidencial de 2012, Whitaker fue copresidente de campaña del gobernador de Minnesota Tim Pawlenty en Iowa y luego copresidente estatal de campaña del gobernador de Texas Rick Perry.
Whitaker fue candidato a la nominación republicana en la elección del Senado de los Estados Unidos de 2014 en Iowa, un escaño que dejó vacante el demócrata Tom Harkin. Llegó cuarto en la primaria republicana en junio, con 11 909 votos (7.54%). La nominación fue ganada por Joni Ernst, quien ganó las elecciones generales.
Después de perder la primaria republicana, Whitaker presidió la campaña de Sam Clovis, otro candidato primario fallido que había sido seleccionado, en junio, para postularse para tesorero estatal de Iowa. Clovis perdió en las elecciones generales de noviembre de 2014.

### MEM Investment
En 2012, Whitaker y dos socios utilizaron una empresa, MEM Investment, para comprar y desarrollar un edificio de apartamentos de viviendas asequibles en Des Moines. En 2014, la asociación se convirtió solo en Whitaker. Para la primavera de 2016, la compañía no cumplió con la renovación contratada, la ciudad rescindió el acuerdo de préstamo, Lincoln Savings Bank declaró a MEM en incumplimiento de la hipoteca de $ 687 000, y la propiedad se vendió a otro desarrollador para su finalización.

### World Patent Marketing
En 2014, Whitaker se unió a la junta de World Patent Marketing, una empresa de promoción de inventos con sede en Florida que engañó a inventores para que pensaran que la empresa había comercializado con éxito otros inventos. En marzo de 2017, la Comisión Federal de Comercio acusó a la empresa de engañar fraudulentamente a los consumidores y suprimir quejas mediante la intimidación y el uso de cláusulas de mordaza. En mayo de 2018, un tribunal federal ordenó a la compañía cerrar y pagar una multa de $ 26 millones. Muchos clientes sufrieron pérdidas significativas como resultado del trabajo con la compañía, y cuando intentaron recuperar sus tarifas, la empresa utilizó los antecedentes de Whitaker como fiscal de distrito para amenazarlos. En un correo electrónico de 2015 que menciona su experiencia como exfiscal federal, Whitaker le dijo a un cliente que presentar una queja ante el Better Business Bureau o «manchar» a la compañía en línea podría tener «graves consecuencias civiles y penales». El propietario de Ripoff Report le dijo a The Wall Street Journal que Whitaker lo había llamado en 2015 exigiendo que su sitio web eliminara informes negativos sobre WPM, alegando que «amenazó con arruinar mi negocio si no eliminaba los informes. [Dijo que] haría que el gobierno me cerrara bajo alguna ley de seguridad nacional». La compañía contribuyó a la campaña al Senado de los Estados Unidos de Whitaker en 2014. Whitaker realizó casi $ 17 000 en trabajo compensable para la compañía. En 2017, investigadores de la CFC examinaron si Whitaker había jugado algún papel en hacer amenazas de acciones legales para silenciar a críticos de la compañía. Whitaker rechazó una citación de la CFC por registros en octubre de 2017, poco después de haberse incorporado al Departamento de Justicia.
La Casa Blanca y altos funcionarios del Departamento de Justicia se sorprendieron al enterarse de la conexión de Whitaker con la compañía. A través de un portavoz del Departamento de Justicia, Whitaker negó tener conocimiento del fraude de la compañía. El receptor de la corte en el caso dijo que «no hay razón para creer que [Whitaker] supiera de alguna de las irregularidades». A noviembre de 2018, el FBI todavía estaba investigando World Patent Marketing.

### Foundation for Accountability and Civic Trust
Desde octubre de 2014 hasta septiembre de 2017, Whitaker fue el director ejecutivo de la Foundation for Accountability and Civic Trust (FACT, «Fundación para la Rendición de Cuentas y la Confianza Cívica») y el único empleado a tiempo completo de la organización en 2015 y 2016. FACT, fundada a fines de 2014, es una organización conservadora sin fines de lucro que se especializa en temas legales y éticos relacionados con la política. El grupo fue respaldado por $ 1 millón en capital semilla de donantes conservadores, que Whitaker se negó a identificar en los medios de comunicación. De acuerdo con la primera declaración de impuestos de la organización, su financiamiento, $ 600 000 en 2014, provino de un fondo conservador asesorado por los donantes llamado DonorsTrust, un vehículo de transferencia que permite a los donantes permanecer en el anonimato. Desde su creación en 2014 hasta 2018, FACT reportó contribuciones de $ 3.5 millones en sus declaraciones de impuestos; como grupo 501(c)(3) de «dinero oscuro», no reveló a sus donantes. El mayor gasto individual del grupo fue el salario de Whitaker; Whitaker recolectó $ 1.2 millones del grupo durante cuatro años, lo que la convirtió en la fuente ampliamente mayoritaria de sus ingresos a partir de 2016.
Mientras que Whitaker era jefe de FACT, la organización tuvo un enfoque especial en la controversia de los correos electrónicos de Hillary Clinton y percibido favoritismo en los negocios de Clinton. A pesar de afirmar ser no partidista, la organización solicitó investigaciones éticas o presentó quejas sobre 46 políticos, funcionarios y organizaciones demócratas diferentes, en comparación con solo unos pocos republicanos. Se ha descrito que FACT utiliza «el sistema legal como un arma política» y caracterizado, por un agente del Partido Republicano, como un «traficante de quejas de ética falsas». Durante este tiempo, Whitaker escribió artículos de opinión que aparecieron en USA Today y The Washington Examiner, y apareció regularmente en programas conservadores de programas de entrevistas y noticias por cable.

### Colaborador de CNN
Whitaker aspiraba a ser juez en Iowa, y esperaba que sus apariciones en los medios llamaran la atención de la administración Trump. Durante cuatro meses, de junio a septiembre de 2017, fue colaborador de CNN. Un mes antes de unirse al Departamento de Justicia, Whitaker escribió una columna de opinión para CNN titulada «Mueller's Investigation of Trump is Going Too Far» («La investigación de Mueller sobre Trump va demasiado lejos»). Afirmó que la investigación de Mueller era una «turba de linchamiento», que debería ser limitada, y que no debe sondear las finanzas de Trump.

### Administración Trump

#### Jefe de personal del Fiscal general
El 22 de septiembre de 2017, un funcionario del Departamento de Justicia anunció que Sessions había designado a Whitaker para reemplazar a Jody Hunt como su jefe de personal. George Terwilliger, exfiscal de distrito y exfiscal general adjunto, dijo que en su función de jefe de personal, Whitaker se habría ocupado de tomar «decisiones importantes sobre lo que es importante aportar al fiscal general ...».

#### Fiscal general interino
Con la renuncia de Sessions el 7 de noviembre de 2018, Whitaker fue nombrado para actuar como fiscal general interino. El fiscal general interino supervisa directamente la investigación del fiscal especial de Robert Mueller, que anteriormente había sido supervisada por el fiscal general adjunto Rod Rosenstein en su papel de fiscal general en fuciones, debido a la recusación del fiscal general Sessions de la investigación.

##### Supervisión de la investigación del fiscal especial
Poco después del nombramiento de Whitaker como fiscal general interino, una «amplia y creciente variedad» de expertos legales expresó su preocupación. El profesor de derecho de la Universidad de Nueva York Ryan Goodman y Walter Shaub, exdirector de la Oficina de Ética Gubernamental de los Estados Unidos, argumentaron que Whitaker se abstuviera de supervisar la investigación, citando posibles conflictos de interés, como sus críticas anteriores a la investigación del fiscal especial y sus vínculos a Sam Clovis, quien es testigo de la investigación. Stephen Gillers, profesor de derecho de la Universidad de Nueva York, dijo que Whitaker «no tiene obligación ética o legal de hacerse a un lado», pero está de acuerdo en que «Whitaker debe ser recusado. Su expresión repetida de hostilidad a la investigación de Mueller hace imposible que el público tenga confianza en su capacidad para ejercer el juicio necesario en la supervisión de Mueller». Según personas cercanas a Whitaker, no tiene ningún plan para recusarse.
Los demócratas a punto de asumir la presidencia de los comités clave de la Cámara de Representantes en enero de 2019 advirtieron al Departamento de Justicia y otros departamentos para preservar los registros relacionados con la investigación de Mueller y el despido de Sessions. La senadora republicana Susan Collins, el senador Jeff Flake y el senador electo Mitt Romney también emitieron declaraciones en las que insisten en que la investigación de Mueller debe permanecer libre de interferencias.

##### Legalidad y constitucionalidad del nombramiento
Varios destacados expertos legales, académicos y exfiscales y funcionarios del Departamento de Justicia han expresado su preocupación sobre la legalidad y la constitucionalidad del nombramiento de Whitaker. Los abogados Neal Katyal y George T. Conway III argumentaron en un artículo de opinión en el The New York Times que el nombramiento era inconstitucional según la Cláusula de Nombramientos, ya que el cargo de fiscal general es «principal» y requiere la confirmación del Senado. En defensa de la legalidad del nombramiento, el profesor de derecho de la Universidad de Texas en Austin, Stephen Vladeck, argumentó que la Ley Federal de Reforma de Vacancias de 1998 y la decisión de la Corte Suprema de los Estados Unidos en el caso Estados Unidos contra Eaton permitieron el nombramiento ya que era temporal y que Sessions renunció formalmente. El profesor de derecho John Yoo de Berkeley, quien se desempeñó como fiscal general adjunto en la Oficina de Asesoría Jurídica en el gobierno de George W. Bush, argumentó que la Cláusula de Nombramientos hace que la Ley Federal de Reforma de Vacancias sea inconstitucional y que el nombramiento de Whitaker violaba la cláusula. John E. Bies, quien se desempeñó como asistente del fiscal general adjunto en la Oficina de Asesoría Jurídica en la administración Obama, escribió que la legalidad y la constitucionalidad del nombramiento de Whitaker es una pregunta abierta y no se ha respondido. Bies también señala que es un argumento difícil hacer que Sessions fue despedido en lugar de renunciar, ya que un tribunal probablemente no «vería más allá de la declaración formal de un funcionario de su renuncia».
La Oficina de Asesoría Jurídica del Departamento de Justicia concluyó que el nombramiento era constitucional debido a su carácter temporal. La OAJ observó que un asistente del fiscal general que no fue confirmado por el senado había sido designado como fiscal general interino en 1866, y que individuos no confirmados por el Senado habían servido como oficiales principales en una capacidad de actuación más de 160 veces entre 1809 y 1860 y en al menos nueve veces durante las administraciones de Trump, Obama y Bush.

##### Desafíos legales
El fiscal general de Maryland, Brian Frosh, solicitó una medida cautelar contra el nombramiento de Whitaker. Maryland había presentado previamente una demanda contra el entonces fiscal general Jeff Sessions en relación con su incapacidad para defender la Ley de Cuidado de Salud Asequible en el tribunal como parte de una hostilidad más amplia de las leyes de la era Obama por parte de la administración Trump. Se espera que Maryland pruebe el argumento en el tribunal de que Whitaker fue nombrado ilegalmente fiscal general interino y, por lo tanto, no tiene derecho ni autoridad para responder a su demanda. Maryland también está argumentando que el nombramiento de Whitaker viola la Constitución, que requiere que los oficiales principales de los Estados Unidos sean nombrados «con el consejo y el consentimiento del Senado». Whitaker no estaba en una posición confirmada por el Senado cuando fue nombrado. El estado está argumentando que el papel del fiscal general en funciones pertenece legítimamente al fiscal general adjunto Rosenstein. Un juez fijó una audiencia para el 19 de diciembre.
Tres senadores demócratas, Richard Blumenthal, Sheldon Whitehouse y Mazie Hirono presentaron una demanda en la Corte de Apelaciones de Estados Unidos para el Circuito del Distrito de Columbia diciendo que el presidente violó la constitución de los Estados Unidos y negó al Senado su derecho a aprobar la nominación.
Los abogados del exejecutivo de productos agrícolas Doug Haning presentaron una moción el 13 de noviembre solicitando a un tribunal federal de St. Louis que dictamine que el nombramiento de Whitaker como fiscal general interino es ilegal, por lo que no tiene autoridad para conocer el caso. El profesor de la Escuela de Derecho del sur de Texas, Josh Blackman, predijo una avalancha de movimientos similares.
El abogado Tom Goldstein, quien ha presentado unos treinta casos ante la Corte Suprema, presentó una moción ante el Tribunal el 16 de noviembre de 2018 para pedirle que decidiera si Rosenstein es el sucesor legal y constitucional de Sessions, en lugar de Whitaker.

## Opiniones legales y políticas

### Cuestiones constitucionales
Whitaker declaró en una sesión de preguntas y respuestas durante su campaña senatorial de Iowa 2014 que «se supone que los tribunales son la rama inferior». Whitaker criticó la decisión de la Corte Suprema de los Estados Unidos en Marbury contra Madison (1803), la decisión que permite la revisión judicial de la constitucionalidad de los actos de las otras ramas del gobierno y varias otras tenencias de la Corte Suprema. El profesor de la Escuela de Derecho Harvard, Laurence Tribe, comentó sobre los puntos de vista de Whitaker de que «la imagen general que presenta no tendría prácticamente ningún apoyo académico», y que sería «desestabilizador» para la sociedad «si utilizara el poder del fiscal general para promoverla».
Whitaker también declaró durante su candidatura al Senado de 2014 que no apoyaría a los jueces «seculares» y que los jueces deberían «tener una visión bíblica de la justicia». Cuando se le preguntó si se refería a la justicia levítica o del Nuevo Testamento, respondió: «Soy del Nuevo Testamento». La respuesta de Whitaker ha sido interpretada por varios individuos y grupos, incluida la Liga Antidifamación, para insinuar que descalificaría a jueces no cristianos, y fue condenada por inconstitucional. Un portavoz de la Liga Antidifamación dijo: «La idea de que los jueces no cristianos están descalificados para el servicio es evidentemente errónea y completamente inconsistente con la Constitución de los Estados Unidos, que prohíbe explícitamente cualquier prueba religiosa para un cargo público».
Whitaker declaró en 2013 que apoya el derecho de los estados a anular las leyes federales. Vladeck declaró que las opiniones de Whitaker sobre la anulación son «irreconciliables no solo con la estructura de la Constitución, sino con su texto, especialmente el texto de la Cláusula de Supremacía», y agregó «Que alguien que sostiene esos puntos de vista sea el principal oficial de la ley de la nación, incluso temporalmente, es más que un poco aterrador».

### Críticas a la investigación del fiscal especial de 2017
Durante los meses previos a unirse al Departamento de Justicia como jefe de personal de Jeff Sessions en septiembre de 2017, Whitaker hizo varias declaraciones críticas sobre la investigación de Mueller, de las cuales asumió la responsabilidad de supervisión al ser nombrado fiscal general interino en noviembre de 2018. Para julio de 2017, la Casa Blanca de Trump entrevistaba a Whitaker para unirse al equipo legal de Trump. Durante un período de seis meses en 2017, Whitaker insistió en que no hubo obstrucción de la justicia o colusión y criticó el nombramiento inicial del fiscal especial. También llamó a la investigación «política», y dijo que «la izquierda está tratando de sembrar esta teoría de que esencialmente los rusos interfirieron en la elección de los Estados Unidos, que ha demostrado ser falsa». También publicó un artículo de opinión titulado «Mueller's Investigation of Trump is Going Too Far» («La investigación de Mueller sobre Trump va demasiado lejos»), en la que expresó su escepticismo sobre la investigación en general y calificó la designación de Mueller de «ridícula». A través de las redes sociales, también promovió un artículo que se refería a investigación como «turba de linchamiento».

### Relación con Donald Trump
Trump vio los comentarios de apoyo de Whitaker en CNN en el verano de 2017, y en julio, el Consejero de la Casa Blanca, Don McGahn, entrevistó a Whitaker para unirse al equipo legal de Trump como un «perro de ataque» contra Robert Mueller, quien estaba a cargo de la investigación del fiscal especial. Los asociados de Trump afirmaron creer que Whitaker fue contratado más tarde para limitar las consecuencias de la investigación, incluida la contención de cualquier informe de Mueller y la prevención de la citación de Trump. El 13 de noviembre, un portavoz del Departamento de Justicia dijo que Whitaker buscaría el consejo de los funcionarios de ética en el Departamento sobre si se justificaba una recusación de la supervisión de la investigación.
En 2017, Whitaker brindó asesoramiento privado a Trump sobre cómo la Casa Blanca podría presionar al Departamento de Justicia para que investigue a los adversarios del presidente, incluido el nombramiento de un abogado especial para investigar al FBI y a Hillary Clinton.
Leonard Leo, de la Federalist Society, recomendó a Whitaker a McGahn como jefe de personal de Sessions, y Whitaker fue asignado a ese cargo en la dirección de la Casa Blanca. Se informó que Sessions no se dio cuenta durante un año de que Whitaker quería reemplazarlo.
A principios de septiembre de 2018, Whitaker estaba en la lista corta del personal de la Casa Blanca del presidente Trump como reemplazo de McGahn como Consejero de la Casa Blanca.
En septiembre de 2018, el jefe de Gabinete de la Casa Blanca, John Kelly, se refirió a Whitaker como los «ojos y oídos» de la Casa Blanca en el Departamento de Justicia, con el que el presidente se consideraba en guerra.
Trump había hablado con Whitaker en septiembre de 2018 sobre la posibilidad de asumir el papel de Sessions como fiscal general, aunque no estaba claro si Whitaker asumiría el cargo de manera interina o sería nombrado de manera más permanente. En ese momento, The New York Times describió a Whitaker como un lealista a Trump que había visitado frecuentemente el Despacho Oval y que tenía «una química fácil» con Trump. Whitaker fue mencionado por el personal de la Casa Blanca después de que un artículo del The New York Times reveló en septiembre que Rosenstein había discutido en secreto grabar sus conversaciones con el presidente y había hablado sobre el uso de la Vigesimoquinta Enmienda para destituir a Trump de su cargo.
Trump declaró repetidamente el 9 de noviembre «No conozco a Matt Whitaker», refutando los comentarios un mes antes en el programa Fox & Friends cuando dijo: «Puedo decirles que Matt Whitaker es un gran tipo. Quiero decir, conozco a Matt Whitaker». El presidente se reunió con Whitaker al menos 10 veces y con frecuencia habló con él por teléfono, y de acuerdo con un exfuncionario de la administración actual, Whitaker aconsejó a Trump en privado sobre cómo presionar al Departamento de Justicia en la investigación de los adversarios de Trump.

### Otras cuestiones políticas
El sitio web de Whitaker declaró anteriormente que es un «cristiano que asiste regularmente a la iglesia con su familia, Matt ha construido una vida basada en el trabajo duro y la libre empresa» y afirmó en 2014 que «la vida comienza en la concepción». En 2014 abogó por reducir la influencia del gobierno diciendo: «Sé que el gobierno que obliga a las personas a violar su fe nunca debe ser tolerado. En el Senado, seré un firme protector de los derechos religiosos de todos los estadounidenses».
Ha expresado su deseo de deshacerse de la cadena de inmigración y está en contra de la «amnistía» para los inmigrantes ilegales. Whitaker argumentó en 2014 que expresar comentarios contra homosexuales es una expresión legítima de creencias religiosas que debería ser protegido, diciendo: «Creo que este caso es un excelente ejemplo de dónde la libertad religiosa en nuestro país está siendo atacada y debemos enviar un mensaje firme» Whitaker apoyó la revocación de la Ley de Cuidado de Salud Asequible en su campaña al Senado de 2014.

## Vida personal
Whitaker tiene tres hijos con su esposa, Marci, una ingeniera civil. Se identifica como luterano.